# Pseudomusonia carlottae
Pseudomusonia carlottae är en bönsyrseart som beskrevs av Rehn 1904. Pseudomusonia carlottae ingår i släktet Pseudomusonia och familjen Thespidae. Inga underarter finns listade i Catalogue of Life.